# Allocosa hostilis
Allocosa hostilis là một loài nhện trong họ wolfspinnen (Lycosidae).
Loài này thuộc chi Allocosa. Allocosa hostilis được Ludwig Carl Christian Koch miêu tả năm 1877.